# ウルリック・マンター
ウルリック・マンター（Ulrik Munther、1994年2月18日 - ）は、スウェーデンの歌手。身長183cm。

## 経歴
スウェーデンのハッランド県クングスバッカ生まれ。父チェル、母カタリーナに弟が二人いる。
13歳の時から自分で曲を書き始めた。15歳の時に音楽のコンテストで優勝したことがある。その後、北欧の各国からの代表が集まる大会でグランプリに輝いた。その1年後に、別のコンテストで準優勝した時に今のプロデューサー達に出会って、本格的にシンガー・ソングライターの活動を開始した。デビューに向けて曲を書いている途中にその中の1曲の『Boys Don't Cry』がリークされ、それが何故かウルリック・マンターの名前を一気に広めることになり、英米の20以上のレーベルからオファーが殺到した。
2011年8月にデビュー作の『ウルリック・マンター』をリリースし、初登場で国内チャート1位を記録した。2012年8月には、初来日も果たした。また、2013年3月には2度目の来日を果たした。この来日の際に、10代限定のファンイベントも開催された。また、2013年3月16日の『王様のブランチ』にも出演した。2013年3月20日には、2ndアルバム『ルーフトップ ～ウルリック・マンターⅡ～』が発売された。

## エピソード
- 一輪車やジャグリングが得意である。
- 掃除が大嫌いで、部屋が汚い。
- 好きなアーティストはコールドプレイ、U2、カーディガンズ、イーグルス、パオロ・ヌティーニ。
- 母側の親戚が日本にいて、またいとこ達は日本人とのハーフ。
- 音楽を始めたきっかけは、3歳の時に両親からシンセをもらったこと。

## ディスコグラフィー

### アルバム
| タイトル                               | 内容                                                                 | チャート             | 受賞 |                                                                      |   |                        |
| -------------------------------------- | -------------------------------------------------------------------- | -------------------- | ---- | -------------------------------------------------------------------- | - | ---------------------- |
| タイトル                               | 内容                                                                 | ウルリック・マンター | 受賞 | - リリース: 2011年 - レーベル: ユニバーサル・ミュージック - 形式: CD | 1 | ゴールド・スウェーデン |
| ルーフトップ ～ウルリック・マンターⅡ～ | - リリース: 2013年 - レーベル: ユニバーサル・ミュージック - 形式: CD |                      |      |                                                                      |   |                        |

### シングル
| 年   | シングル                                       | 最高位       | 最高位   | 最高位   | 受賞 | アルバム                                     |
| 年   | シングル                                       | スウェーデン | ベルギー | フランス | 受賞 | アルバム                                     |
| ---- | ---------------------------------------------- | ------------ | -------- | -------- | ---- | -------------------------------------------- |
| 2011 | Boys Don't Cry                                 | 31           | –        | –        |      | ウルリック・マンター                         |
| 2011 | Je t'ai menti (Caroline Costa & Ulrik Munther) | –            | 6        | 107      |      | J'irai (Caroline Costa album)                |
| 2012 | Soldiers                                       | 6            | –        | –        |      | Ulrik Munther (2012 Version)                 |
| 2013 | Tell the World I'm Here                        | 21           | –        | –        |      | Melodifestivalen 2013 song Non-album release |